# بيدرو (اسم)
بيدرو هو اسم علم شخصي مذكر، يعتبر الاسم الإسباني والبرتغالي والغاليسي للقديس بطرس أحد تلاميذ المسيح، وألذي يعني الصخرة.

## الشخصيات
- بيدرو ملك قشتالة
- بيدرو تكسيرا رحالة برتغالي
- بيدرو ألمودوبار كاتب سيناريو إسباني
- بيدرو أنطونيو دي ألاركون روائي وسياسي إسباني
- بيدرو بيتروني لاعب كرة قدم أورغواياني
- بيدرو مينينديث دي أفيليس بحار إسباني
- بيدرو ألفاريز كابرال مستكشف برتغالي
- بيدرو أريكو سواريز لاعب كرة قدم إسباني أرجنتيني
- بيدرو بيريس سياسي من جزر الرأس الأخضر
- بيدرو باسكولي لاعب كرة قدم أرجنتيني
- بيدرو بروينسا حكم كرة قدم برتغالي
- باوليتا لاعب كرة قدم برتغالي
- بيدرو بينيتيز لاعب كرة قدم باراغواياني
- بيترو بيروجينو رسام إيطالي
- بيدرو داميانو صيدلي ولاعب شطرنج برتغالي
- بيدرو دي بيتانكور مبشر مسيحي إسباني
- بيدرو دي ألفارادو مستكشف إسباني
- بيدرو دوق كويمبرا
- بيدرو ديلغادو متسابق دراجات هوائية إسباني
- بيدرو دي فالديفيا مستكشف إسباني
- بيدرو دي آيسينينا ذ بينول سياسي غواتيمالي
- بيدرو رودريغز لاعب كرة قدم إسباني
- بيدرو ساليناس شاعر إسباني
- بيدرو سولي لاعب كرة قدم إسباني
- بيدرو كالديرون دي لا باركا شاعر وكاتب مسرحي إسباني
- بيدرو ليون لاعب كرة قدم إسباني